# Henry Charlton Bastian
Pour les articles homonymes, voir Bastian.

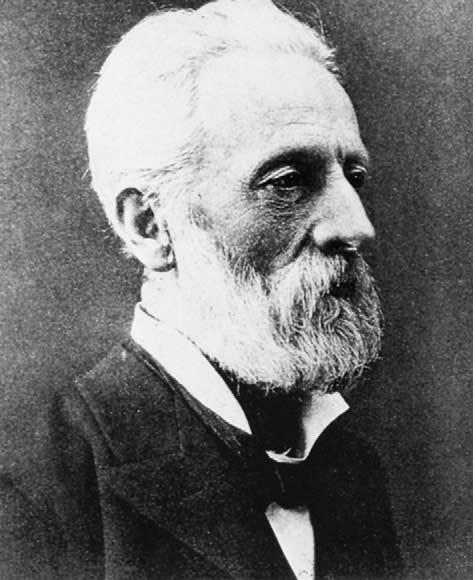
Henry Charlton Bastian

Henry Charlton Bastian, né le 26 avril 1837 à Truro en Cornouailles et mort le 17 novembre 1915 à Chesham Bois, Buckinghamshire, est un physiologiste et neurologue anglais. Il fut élu membre de la Royal Society en 1868.

## Résumé biographique
Bastian obtint son titre en 1861  à l'université de Londres. Il fut ensuite médecin et chargé de cours en pathologie au St Mary's Hospital de Londres.
En biologie, il se fit le défenseur de la doctrine de l'abiogénèse ou génération spontanée. Il étudia dans sa jeunesse la filaire de Médine et d'autres nématodes, mais dut mettre un terme à ses travaux en raison  d'une allergie mystérieuse qu'il développa vis-à-vis de ces animaux. Son esprit analytique et la rigueur de son raisonnement l'attirèrent ensuite vers la neurologie clinique, une discipline à laquelle il dédia le reste de sa carrière.
Bastian aurait été un ami proche d'Herbert Spencer, bien que l'autobiographie de ce dernier ne donne que peu d'indications sur ce point.

## Ses travaux principaux
- Monograph of the Anguillulidae (1865)
- The Beginnings of Life: being some account of the nature, modes of origin and transformation of lower organisms, I–II (1872)
- The Brain as an Organ of Mind (1880), trad. Le cerveau: organe de la pensée chez l'homme et chez les animaux, 2 vol., Paris, Germer Baillière, coll. «Bibliothèque scientifique internationale» (1882)
- L'évolution de la vie, traduit de l'anglais et préfacé par Henry Crosnier de Varigny, Paris, Félix Alcan, coll. «Bibliothèque scientifique internationale» (1908)

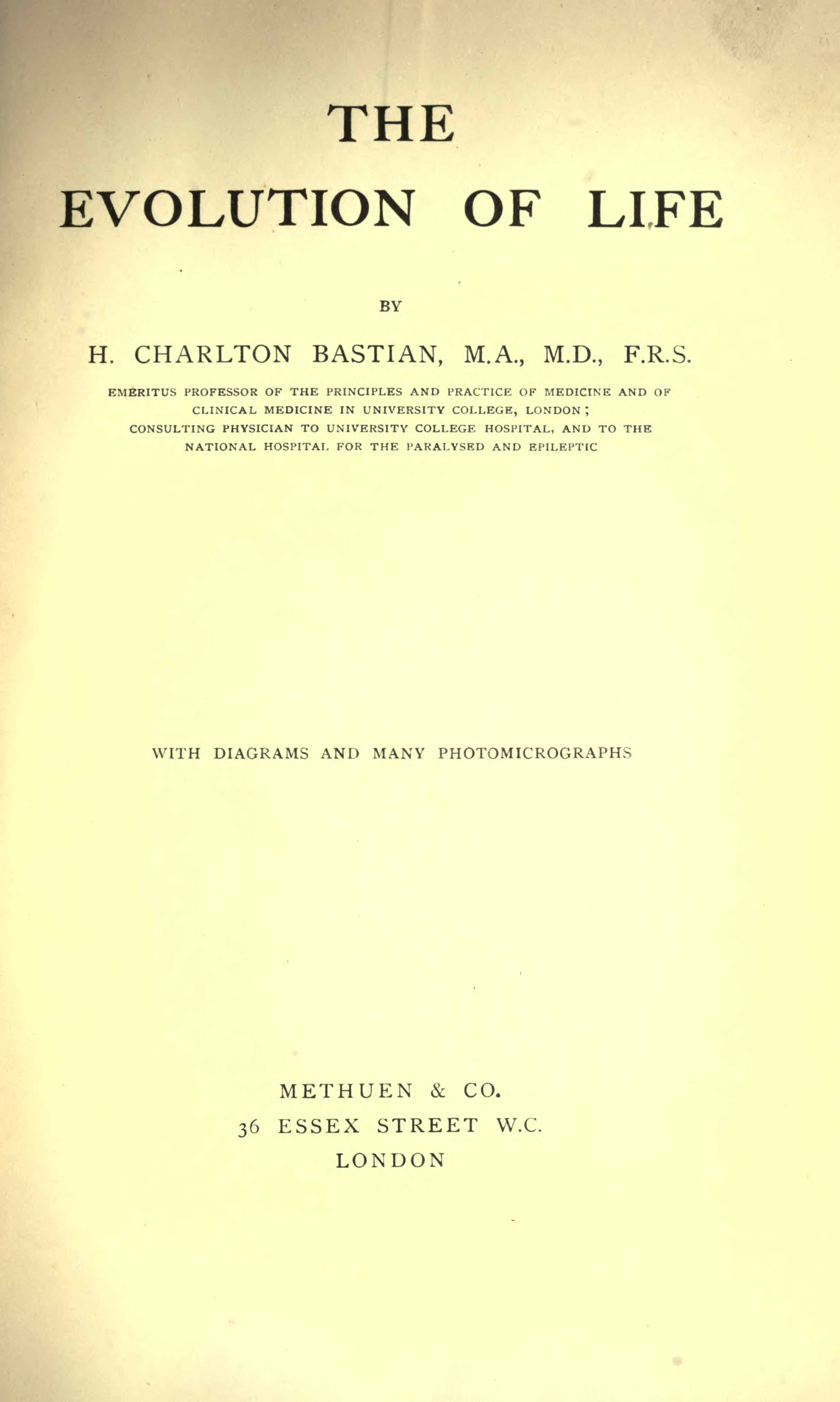
The Evolution of Life, 1907

## Éponymie
- Bastian a laissé son nom à la loi de Bastian-Bruns, selon laquelle il y a abolition des réflexes et du tonus musculaire au-dessous du niveau d'une section transverse de la moelle épinière supérieure.
- Bastian fut le premier, en 1869, à signaler l'existence possible de troubles de la compréhension dans les troubles de langage, mais ne produisit pas de données autopsiques à l'appui de ses observations. On a parfois désigné en son honneur l'aphasie de Wernicke sous le nom d'aphasie de Bastian

## Sources
- (en) Cet article est partiellement ou en totalité issu de l’article de Wikipédia en anglais intitulé « Henry Charlton Bastian » (voir la liste des auteurs).

- (de) Cet article est partiellement ou en totalité issu de l’article de Wikipédia en allemand intitulé « Henry Charlton Bastian » (voir la liste des auteurs).